# Йоганн Матезіус
Йоганн Матезіус (24 червня 1504 — 7 жовтня 1565), також званий Джон Матезіус, був німецьким міністром і лютеранським реформатором. Він найбільш відомий своєю компіляцією «Застільної бесіди» Мартіна Лютера, або нотатками розмови Лютера, опублікованими згодом. Він зрівнявся з Антоном Лаутербахом у своїй старанності в конспектуванні та перевершив його в розбірливості, з якою він це влаштовував.
Матезіус також був мінералогом і колегою Георга Агріколи, «батька мінералогії», який також жив у Йоахімсталі. Він першим докладно описав турмалін. У 2013 році нещодавно відкритий мінерал з Яхимова (Санкт-Йоахімсталь) був названий на його честь матезіузитом, а детальний опис був опублікований у 2014 році.